# Krzyżówka (Petite-Pologne)
Pour les articles homonymes, voir Krzyżówka.
Krzyżówka est une localité polonaise de la gmina de Łabowa, située dans le powiat de Nowy Sącz en voïvodie de Petite-Pologne.